# Estación de La Cobertoria
La Cobertoria es un apeadero ferroviario situado en el municipio español de Lena, en el Principado de Asturias. Forma parte de la línea C-1 de Cercanías Asturias.

## Situación ferroviaria
La estación se encuentra en el punto kilométrico 104,522 de la línea férrea de ancho ibérico que une Venta de Baños con Gijón a 354 metros de altitud. El tramo es de vía única y está electrificado y se caracteriza por su difícil orografía al tener que superar el puerto de Pajares.

## Historia
Con el nombre de Trinchera de La Cobertoria y con la categoría de apartadero, fue abierta al tráfico el 15 de mayo de 1881 con la puesta en marcha del tramo Pola de Lena-Puente de los Fierros de la línea que pretendía unir León con Gijón. La construcción fue obra de la Compañía de los Ferrocarriles de Asturias, Galicia y León creada para continuar con las obras iniciadas por Noroeste anterior titular de la concesión. Su situación financiera no fue mucho mejor que la de su antecesora y en 1885 acabó siendo absorbida por Norte.
Este apartadero conectaba con el ferrocarril minero del Grupo Cobertoria de la compañía Fábrica de Mieres, de 600 mm de ancho de vía. Con motivo de la electrificación de la rampa de Pajares y dentro del objetivo de aumentar la capacidad de transporte de la línea, Norte construyó en La Cobertoria una estación de clasificación para las mercancías que bajaban el puerto. La estación se construyó con 3 vías de recepción y formación de trenes, 10 vías de clasificación y un taller para la reparación de material móvil. Con todo ello, tendría capacidad para clasificar 1200 vagones diariamente.
En 1941, la nacionalización del ferrocarril en España supuso la desaparición de la compañía del Norte y su integración en la recién creada RENFE. Desde el 31 de diciembre de 2004 Renfe Operadora explota la línea mientras que Adif es la titular de las instalaciones ferroviarias.
El edificio antiguo es actualmente un centro de interpretación del arte prerrománico asturiano

## Servicios ferroviarios

### Cercanías
Forma parte de la línea C-1 de Cercanías Asturias. Una decena de trenes diarios en ambos sentidos la unen con Gijón y Oviedo. Los fines de semana la frecuencia se reduce a media docena de trenes. La duración del viaje es de unos 45 minutos a Oviedo y una hora y diez hasta Gijón en el mejor de los casos.
| procedencia/destino | < estación   | Línea | estación > | destino/procedencia   |
| ------------------- | ------------ | ----- | ---------- | --------------------- |
| Gijón               | Pola de Lena |       | Campomanes | Puente de los Fierros |